# Gimona
El río Gimona (en gascón Gimona [ʒiˈmunɔ]) es un río en el sur de Francia que fluye en los departamentos de Altos Pirineos, Gers, Alto Garona y Tarn y Garona. Es un afluente directo del Garona en la margen izquierda.

## Geografía
De 135,7 km de longitud, el Gimona se eleva en la meseta de Lannemezan, en los Altos Pirineos en la ciudad de Villemur, y desemboca en el Garona aguas arriba de Castelsarrasin, en el departamento de Tarn y Garona.

## Departamentos y principales poblados cruzados
- Altos Pirineos: Lalanne - Monléon-Magnoac
- Gers : Gimont, Monbardon, Labrihe, Sarrant, Touget, Mauvezin, Saramon
- Alto Garona : Boulogne-sur-Gesse, Gensac-de-Boulogne, Lunax
- Tarn y Garona : Beaumont-de-Lomagne, Vigueron, Belbèze-en-Lomagne, Larrazet, Labourgade, Montaïn, Lafitte, Garganvillar, Castelferrus

## Principales afluentes
- Lauze: 22,9 km
- Marcaoue: 36,4 km
- Sarrampion: 25,4 km
- Brounan: 9,1 km
- Baysole: 10,2 km

## Hidrología
Como la mayoría de las otras vías fluviales de las tierras bajas en la parte oriental de la cuenca del Garona, el Gimona es un río muy escaso. Su flujo se observó durante un período de 42 años (1965-2006), en Garganvillar, localidad ubicada poco antes de su confluencia con el Garona. La cuenca hidrográfica del río es de 827 km², es decir, casi la totalidad, que tiene un total de 840 km².
El caudal del río en Garganvillar es de 3,02 m³/s.
El Gimona presenta fluctuaciones estacionales de caudal muy marcadas, con un período de pleamar en invierno-primavera caracterizado por un caudal mensual promedio que varía en un rango de 4,01 a 6,68 m³/s, de diciembre a mayo inclusive. (con un máximo en febrero). A partir del mes de junio, el caudal disminuye bruscamente para finalizar en el período de bajamar que se produce de julio a octubre inclusive, con una caída del caudal medio mensual de hasta 0,728 m³ en agosto, que no es extremadamente bajo para una corriente de caudal medio y bajo. Sin embargo, estas cifras son solo promedios y las fluctuaciones de flujo pueden ser mayores con el tiempo y durante períodos más cortos.
En estiaje puede de hecho caer a 0,037 m³, en el caso de un período seco de cinco años, o 37 litros por segundo, lo que debe considerarse muy severo. Esta situación se encuentra en otros ríos de la cuenca del Garona desde las colinas de Lannemezan.
Las inundaciones pueden ser importantes dado el tamaño de la cuenca.
El caudal instantáneo máximo registrado en Garganvillar durante este período fue de 240 m³/s el 11 de julio de 1977, mientras que el caudal máximo diario registrado fue de 204 m³/s el 10 de julio del mismo año. Al comparar el primero de estos valores en la escala del QIX del río, parece que esta crecida fue mucho mayor que la crecida de 50 años calculada por el QIX 50 y, por lo tanto, bastante excepcional.
Con todo, el Gimona es un río muy escaso en el contexto de la cuenca del Garona. La lámina de agua que fluye hacia su cuenca es de 115 milímetros anuales, lo que corresponde más o menos a un tercio de la media de toda Francia, todas las cuencas combinadas (320 milímetros). Es muy inferior a la media de la cuenca del Garona (384 milímetros en Mas-d'Agenais). El caudal específico del río alcanza los 3,7 litros por segundo y por kilómetro cuadrado de cuenca (entre los más bajos de Francia).

### Riego

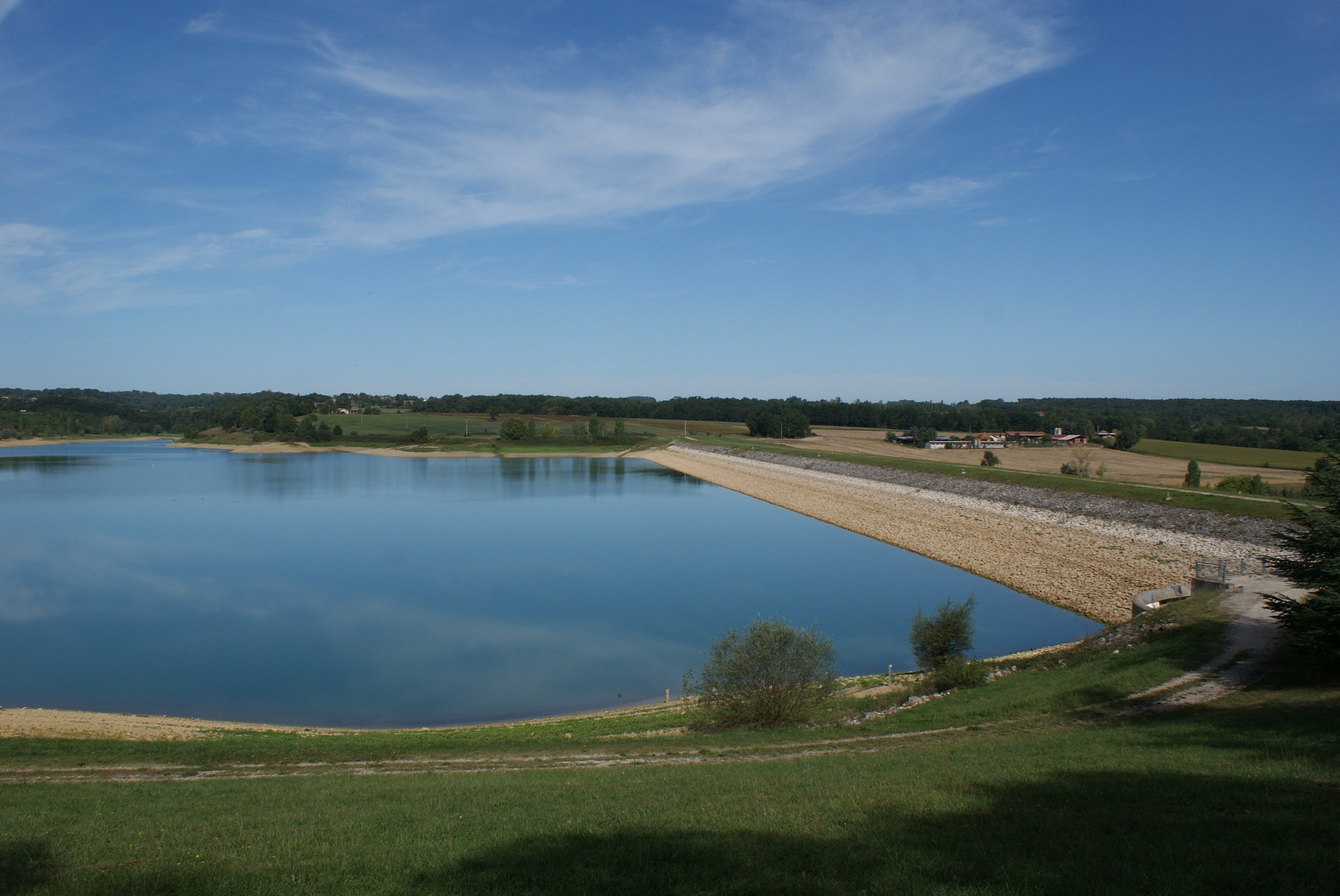
El dique del lago Gimone.

Durante el estiaje, su curso se mantiene para riego y para abastecimiento de agua potable y necesidades de saneamiento a través del canal del Neste.
Se construyó una presa de gravedad en el Gimona entre Lalanne-Arqué y Lunax, creando el lago Gimona con una longitud de unos seis kilómetros. Este lago también es alimentado en parte por el Gesse por un canal subterráneo al nivel de Blajan. Y el flujo tomado corriente arriba se reinyecta al río en Lunax.

## Patrimonio natural
El Gimone y sus 3 afluentes principales tienen más de 600 hectáreas de llanuras aluviales naturales. Estos prados ocuparon la totalidad del cauce mayor a principios del siglo XX han caído drásticamente, o incluso han desaparecido de algunos municipios, con el desarrollo de la agricultura intensiva, la expansión del maíz en el valle y el declive de la ganadería.
Sin embargo, estos prados aún presentes juegan un papel importante en la propagación de las inundaciones y la protección del agua del río, y representan un patrimonio cultural (a través de los antiguos molinos aún presentes), paisajístico y natural que merece ser valorado. A nivel natural, albergan una planta muy rara y protegida en Francia: el jacinto romano (Bellevalia romana), así como las orquídeas, mariposas de interés comunitario: la Lycaena dispar, el Euphydryas aurinia, y una serie de insectos (mariposas, saltamontes, grillos, langostas, arañas, libélulas) raros porque están subordinados a estos humedales del valle. También son ricas en murciélagos y en aves de humedales (áreas privilegiadas para la caza de becadas).